# Irène Darras
Irène Darras, née Jaladis le 22 février 1923 à Étaples et morte le 5 décembre 2001 à Saint-Martin-Boulogne, est une artiste peintre figurative.

## Biographie
Irène Darras naît le 22 février 1923 à Étaples. Sa famille est originaire du Cantal et s'installe en Artois au XVIIIe siècle. Son père est artisan plombier-zingueur, il réalise des pièces artistiques en dinanderie dans le style des maîtres et compagnons du Tour de France. 
En 1942, Georges Ferré initie Irène Darras au Touquet. En 1945, elle épouse Paul Darras (1922-2017), ingénieur des Travaux Publics de l’État. Entre 1955 et 1962, elle est l'élève de Marius Chambon à Berck et fréquente l'Académie Julian à Paris : elle étudie sous la direction de Pierre Jérôme. Elle suit plus tard Pierre Jérôme à l'Académie de la Grande-Chaumière.
De 1959 à 1999, elle est responsable bénévole des ateliers de la Société berckoise d'encouragement aux Arts (SBEA). En 1967, elle obtient une médaille d'argent à l'exposition de la Société des Artistes Français.
En 1971, Marcel Béraud (maire de Berck, 1965-1971) demanda à Irène Darras, André Messager et Roger Adrien de restaurer les peintures du fond de la salle des mariages de l'hôtel de ville de Berck,.
En 1970, elle aborde la sculpture dans l'atelier d'Hervé Vergne au cours de stages d'été dans le Rouergue. En 1975, elle devient présidente d'honneur de la SBEA et reçoit la médaille de la Ville de Berck pour services rendus à l'éducation artistique.
En 1995, elle reçoit la médaille de vermeil de l'Académie des sciences, lettres et arts d'Arras.
En 2001, elle effectue une donation d'œuvres au musée Quentovic et au musée de la marine d'Étaples.
Son atelier est dispersé le 22 février 2022 par l'étude Mercier et Cie.

## Œuvre
Ses paysages sont des lieux entre les baies de Canche et d'Authie qu'Irène Darras décline selon les saisons. Le littoral a séduit des artistes comme Édouard Manet, Eugène Boudin, William Turner.
Ses tableaux ont lieu le plus souvent à une heure matinale ou à une heure de plein après-midi « quand la lumière redonne aux choses volume et densité ». Irène Darras se sent proche d'Alfred Manessier qui réalisa nombre de peintures de la baie de Somme. Quand elle peint directement « sur le motif », elle préfère utiliser le pastel et l'aquarelle. Elle peint plus rarement des figures que des paysages et des natures mortes : ses figures sont proches de Bernard Lorjou ou affirment leur sculpturalité. Elle a réalisé les portraits de son mari Paul Darras (pastel), d'Annette Messager, de Jean-Marcel Buchaille (architecte de la ville à Yaoundé), de Féfé (modèle de l'atelier de Berck), d'Annick (eau-forte au burin),.
Elle aime également peindre des gens dans leurs activités, dans leurs divertissements : travaux de marins sur le port, ramendage de filets, vente de poissons ; sportifs (footballeurs, basketteurs), études de nus ou de danseuses ; couple avec enfant dans un wagon de deuxième classe,.
Parfois son travail emprunte la voie de l'abstraction (notamment dans ses études et esquisses) mais quelques repères, quelques lignes élémentaires, permettent de reconnaître le lieu réalisé. Il lui arrive souvent de tester la mise en place d'un tableau en le présentant à l'envers sans pour autant aller vers l'abstraction comme Mondrian. Elle voit dans ce test la justesse de la mise en place.
Au mur de son atelier, il y a deux grands dessins à l'encre d'Eugène Trigoulet, plusieurs gravures de William Lee Hankey et une affiche de Pierre Jérôme. Irène Darras admire et se réfère à Honoré Daumier et Jean-François Millet. Par ailleurs, elle place Rembrandt au firmament des créateurs. Marius Chambon lui a appris à avoir rigueur et humilité devant le sujet.
Selon Jean-Claude Lesage (membre de la société académique du Touquet-Paris-Plage), l'aspect relativement confidentiel des travaux d'Irène Darras s'explique par la grande modestie de son dialogue avec la peinture.

## Analyse
Lesage sent une certaine sympathie d'Irène Darras pour Jean-Baptiste Siméon Chardin. Pour lui, l'œuvre Nature morte, fruits, pichet et moulin à café de Darras se situe dans la continuité d'Egrugeoir avec son pilon, deux oignons, chaudron de cuivre rouge et couteau de Chardin.
Il arrive à Irène Darras de peindre des nus dont la plupart n'ont jamais été exposés si ce n'est en 2001. Le tableau Cariaride pourrait se rapprocher des tableaux du Fautrier des années 1920. Pour Lesage, le tableau Petit nu rouge saturé de rouges orangés est un hommage au Matisse des années fauves.
Le Portrait d'Annick de Darras évoque la sensibilité de Degas dans la Petite Danseuse de quatorze ans.

## Postérité
En 2004, la Société berckoise d'encouragement aux Arts rend hommage à Irène Darras.
En 2008, des œuvres d'Irène Darras sont copiées durant la huitième nuit des copistes organisée par la Société berckoise d'encouragement aux Arts.
En 2013, Irène Darras est évoquée dans une conférence de Jean-Max Gonsseaume à la médiathèque de Berck intitulée : Les femmes dans l'histoire de Berck.

## Expositions
- 1967 : Salon des artistes français[11]
- 1986 : Musée Rodière de Montreuil-sur-Mer[6]
- 2001 : Les Chemins de l'Abstraction, Musée du Touquet[11],[5]
- 23 novembre 2003 - 17 janvier 2004 : Musée de Berck[28]
- 2006 : D'Eugène Chigot à Irène Darras, Musée de la marine, Étaples-sur-Mer[29].

## Collections publiques
« R » pour : « Reproduit au catalogue »
- Musée de France d'Opale Sud de Berck[30]
- Mairie d'Écuires[30]

- Musée d’Étaples[11] : Le chant des marins (R)[31],[32] ; Ramendiers sur le quai[33] ; La vente de poisson[34] ; Étaples la flotille[35] ; La conservation sur le quai[36] ; Bouquet de fleurs aux pivoines[37].

- Musée d'Art et d'Histoire Roger-Rodière de Montreuil-sur-Mer[30]
- Musée de Saint Pol-sur-Ternoise[30]
- Musée du Touquet (quarante œuvres)[11] : Grand nu (2000).

## Collections particulières
« R » pour : « Reproduit au catalogue »
- Femme en bleu dans un intérieur (reproduit en couverture)[38].
- Les cavaliers sur la plage (R)[39].
- Femme dans un intérieur, fleurs et fruits (R)[40].
- Cariatide (R)[41].

## Distinctions
- 1975 : Médaille de la ville de Berck[6].
- 1979 :  Officière de l'ordre des Palmes académiques au titre de l’Éducation Populaire[6].
- 1995 : Médaille de vermeil de l'Académie des Sciences, Lettres et Arts d'Arras[6].